# دعم خارجي

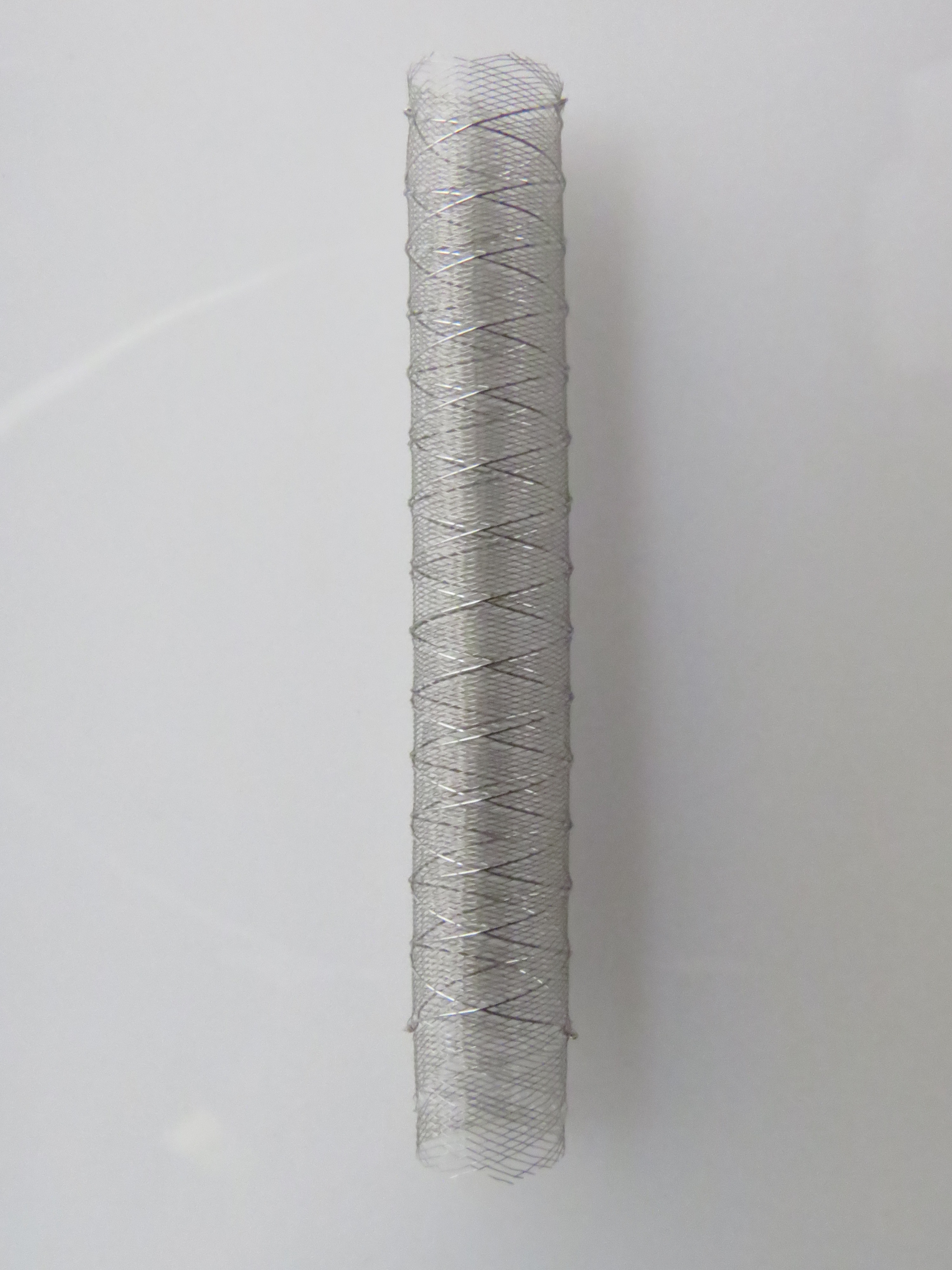
دعم خارجي وريدي مصنوع من شبكة سبائك الكوبالت الكروم.

في جراحة القلب وجراحة الأوعية الدموية، يعتبر الدعم الخارجي أو الدعامة الخارجية نوعًا من السقالات المصنوعة من مادة معدنية أو بلاستيكية يتم إدخالها بالجزء الخارجي من طعم الوريد لتقليل فشل الترقيع الوسيط والمتأخر بعد جراحة المجازة، مثل جراحة فتح مجرى جانبي للشريان التاجي.
يجب تمييز الدعم الخارجي عن الدعامة. يتم وضع دعامة خارجية على السطح الخارجي للوعاء دموي بينما يتم إدخال دعامة في تجويف الأنبوب.

## خلفية
تتكيف الأوردة مع بيئة الضغط المنخفض والتدفق المنخفض. من أجل تجاوزانسداد الشريان التاجي واستعادة تدفق الدم، يتم نقل الأوردة ودمجها في الدورة الدموية الشريانية، حيث تتعرض لضغط وتدفق عاليين. تسبب هذه الحالات الديناميكية الدموية الجديدة تضخمًا داخليًا وتصلب الشرايين يؤدي إلى فشل ترقيع الوريد المتوسط والمتأخر.تم اقتراح فكرة وضع دعامة خارجية على طعم الوريد لأول مرة في عام 1963. كان السبب المنطقي هو أنه سيحمي الوريد من التلف الداخلي والتخثر من خلال المساعدة في تكيف الوريد مع بيئة الشرايين.

## طريقة
توفر السقالة الخارجية دعمًا ميكانيكيًا للطعم الوريدي، وتمتص الضغط الشرياني المرتفع، وتقلص توسع الوريد، وتقلل من عدم انتظام التجويف، وتقلل من تكوين فرط التنسج الداخلي. كما هو موضح في كل من زراعة الانسجة والنماذج الحية.  ومع ذلك كان هناك عدد محدود من التجارب السريرية التي أظهرت نتائج أقل إيجابية. تم الافتراض بأن معدلات سالكية الوريد كانت أقل مع الدعم الخارجي، بسبب الانقباض المفرط للطعوم الوريدية، والمواد غير المناسبة للأجهزة، واستخدام لاصق فايبرين الذي أظهر أنه يسبب تلف الأنسجة والتليف وتضخم داخلي. في الآونة الأخيرة، أظهرت المزيد من النتائج الواعدة مع أجهزة الجيل الثاني أن الدعم الخارجي يمكن أن يخفف من تطور فرط التنسج الداخلي، وتحسين تجويف الوريد وتحسين نمط التدفق داخل الوريد. ثبت أن هذه الفوائد تستمر لمدة تصل إلى خمس سنوات متابعة. بالإضافة إلى تحسين معدلات فشل الوريد في جراحة المجازة، أظهرت دراسات بحثية أخرى أن الدعم الخارجي قد يسمح باستخدام القنوات التي اعتُبرت سابقًا غير مناسبة للجراحة.
حتى الآن تمارس هذه التقنية في العديد من مراكز القلب في أوروبا وجنوب أفريقيا. هناك دراسات سريرية أخرى جارية في أوروبا والولايات المتحدة على عدد أكبر من المرضى.